# Я любив вас більше за життя
«Я любив вас більше життя» (азерб. «Sizi Dünyalar Qədər Sevirdim») — радянський художній фільм 1985 року, знятий режисером Расіма Ісмайлова.

## Сюжет
Фільм оповідає про життєвий і бойовий шлях двічі Героя Радянського Союзу, генерал-майора Азі Асланова, героїчно загиблого в боях під Єлгавою. Час дії фільму відбувається в період Німецько-радянської війни.

## У ролях
- Раміз Новрузов — Азі Асланов
- Гюльнара Ібрагімова — дружина Асланова
- Рза Худієв — брат Асланова
- Шахмар Алекперов — генерал Мехмандаров
- Олександр Денисов — начальник штабу
- Бадрі Какабадзе — Схиртладзе
- Віктор Іллічов — Самулекін
- Олександр Кашперов — майор Савін
- Михайло Петров — Петрович
- Олександр Поляков — Охриненко
- Петро Юрченков — німецький офіцер, танкист
- Ростислав Шмирьов — командуючий фронтом
- Олександр Безпалий — Малечук, солдат
- Іван Мацкевич — танкіст

## Знімальна група
- Режисер — Расім Ісмайлов
- Сценарист — Раміз Фаталієв
- Оператор — Валерій Керимов
- Композитор — Акшин Алі-заде
- Художник — Надир Зейналов